# Sheila Williams
Œuvres principales
- Hugo and Nebula award winners from Asimov's Science Fiction
- Intergalactic mercenaries
- A Woman's Liberation: A Choice of Futures by and About Women

Sheila Williams, née le 27 septembre 1956 à Springfield dans le Massachusetts, est la rédactrice en chef du magazine Asimov's Science Fiction.

## Biographie
Sheila Williams a grandi dans une famille de cinq personnes dans l'ouest du Massachusetts. Sa mère a une maîtrise en microbiologie. Son intérêt pour la science-fiction lui vient de son père, qui lui lit les livres d'Edgar Rice Burroughs lorsqu'elle est enfant. Plus tard, Sheila Williams obtient un diplôme de l'Elmira College à Elmira, New York, après avoir étudié une première année à la London School of Economics. Lors de sa formation à Elmira, elle reçoit le titre honorifique de « maxime deformis » par ses pairs. Elle obtient sa maîtrise de l'Université de Washington de St. Louis. Elle est mariée à David Bruce et a deux filles.

## Rédactrice en chef
Sheila Williams commence à s'intéresser au Isaac Asimov's Science Fiction Magazine (comme il s'intitulait à l'époque) alors qu'elle étude la philosophie à l'Université de Washington. En 1982, elle est embauchée au magazine et travaille avec Isaac Asimov pendant dix ans. Durant cette période, elle co-fonde le Dell Magazines Award for Undergraduate Excellence in Science Fiction and Fantasy Writing (appelé à un moment le Isaac Asimov Award for Undergraduate Excellence in Science Fiction and Fantasy Writing). En 2004, elle devient rédactrice en chef du magazine avec le départ à la retraite de Gardner Dozois.
Avec Gardner Dozois, elle édite la série d'anthologies Isaac Asimov's. Elle co-édite également A Woman's Liberation: A Choice of Futures by and About Women (2001) avec Connie Willis. Elle édite une anthologie rétrospective de fiction publiée par Asimov's : Asimov's Science Fiction: 30th Anniversary Anthology. Booklist salue le livre comme « un joyau, à mettre au crédit de Williams comme éditrice ». Plus récemment, elle édite Enter a Future: Fantastic Tales from Asimov's Science Fiction.
Elle remporte le prix Hugo de la meilleure éditrice pour le format court (Best Short Form Editor) en 2011 et 2012,.

### Anthologies
- Tales from Isaac Asimov's Science Fiction Magazine, New York, Harcourt Brace Jovanovich, 1986
- Robots From Asimov's, Davis Publications, 1990
- Why I Left Harry's All-Night Hamburgers and Other Stories from Isaac Asimov's Science Fiction Magazine, New York, Delacorte Press, 1990
- Isaac Asimov's Robots, New York, Ace Books, 1991
- Isaac Asimov's Earth, New York, Ace Books, 1992
- The Loch Moose Monster: More Stories from Isaac Asimov's Science Fiction Magazine, Delacorte Press, 1993
- Isaac Asimov's Cyberdreams, New York, Ace Books, 1994
- Isaac Asimov's Ghosts, New York, Ace Books, 1995
- Isaac Asimov's Skin Deep, New York, Ace Books, 1995
- Hugo and Nebula award winners from Asimov's Science Fiction, New York, WingsBooks, 1995
- Intergalactic mercenaries, New York, Penguin, 1996
- Isaac Asimov's Vampires, New York, Ace Books, 1996
- Isaac Asimov's Moons, New York, Ace Books, 1997
- Isaac Asimov's Christmas, New York, Ace Books, 1997
- Isaac Asimov's Camelot, New York, Ace Books, 1998
- Isaac Asimov's Detectives, New York, Ace Books, 1998
- Isaac Asimov's Solar System, New York, Ace Books, 1999
- Isaac Asimov's Valentines, New York, Ace Books, 1999
- Isaac Asimov's Werewolves, New York, Ace Books, 1999
- Isaac Asimov's Mother's Day, New York, Ace Books, 2000
- Isaac Asimov's Utopias, New York, Ace Books, 2000
- Isaac Asimov's Father's Day, New York, Ace Books, 2001
- Isaac Asimov's Halloween, New York, Ace Books, 2001
- A Woman's Liberation : A Choice of Futures by and About Women, New York, Warner Books, 2001
- Asimov's Science Fiction : 30th Anniversary Anthology, Tachyon Publications, 2007
- Enter a future : Fantastic Tales from Asimov's Science Fiction, Dell Magazines, 2010
- Entanglements: Tomorrow's Lovers, Families, and Friends, The MIT Press, 2020

### Éditoriaux pourAsimov's Science Fiction
- Williams, Sheila, « Martin Gardner », Asimov's Science Fiction, vol. 35, no 1,‎ janvier 2011, p. 4 (lire en ligne)
- Williams, Sheila, « ¡Ay, caramba! », Asimov's Science Fiction, vol. 35, no 2,‎ février 2011, p. 4–5 (lire en ligne)
- Williams, Sheila, « The 2012 Dell Magazines Award », Asimov's Science Fiction, vol. 36, no 8,‎ août 2012, p. 4–5 (lire en ligne)
- Williams, Sheila, « Merry Armageddon », Asimov's Science Fiction, vol. 36, no 12,‎ décembre 2012, p. 4–5 (lire en ligne)
- Williams, Sheila, « Perils of time travel », Asimov's Science Fiction, vol. 37, no 2,‎ février 2013, p. 4–5 (lire en ligne)
- Williams, Sheila, « The distaff stuff », Asimov's Science Fiction, vol. 37, no 3,‎ mars 2013, p. 4–5 (lire en ligne)
- Williams, Sheila, « TFNG », Asimov's Science Fiction, vol. 37, no 4&5,‎ apr–may 2013, p. 4–5 (lire en ligne)
- Williams, Sheila, « Luna's first heroes », Asimov's Science Fiction, vol. 37, no 7,‎ juillet 2013, p. 3–4 (lire en ligne)
- Williams, Sheila, « The 2013 Dell Magazines Award », Asimov's Science Fiction, vol. 37, no 8,‎ août 2013, p. 3–4 (lire en ligne)
- Williams, Sheila, « On not dying of the light », Asimov's Science Fiction, vol. 37, no 9,‎ septembre 2013, p. 4–5 (lire en ligne)
- Williams, Sheila, « Twenty-Seventh Annual Readers' Awards results », Asimov's Science Fiction, vol. 37, nos 10–11,‎ oct–nov 2013, p. 4, 6–7 (lire en ligne)
- Williams, Sheila, « Living in a science fictional universe », Asimov's Science Fiction, vol. 37, no 12,‎ décembre 2013, p. 4–5 (lire en ligne)
- Williams, Sheila, « A once in a lifetime day », Asimov's Science Fiction, vol. 38, no 1,‎ janvier 2014, p. 4–6 (lire en ligne)
- Williams, Sheila, « Remembering Frederik Pohl », Asimov's Science Fiction, vol. 38, no 2,‎ février 2014, p. 4–5 (lire en ligne)
- Williams, Sheila, « A day at the Fair », Asimov's Science Fiction, vol. 38, no 3,‎ mars 2014, p. 4–5 (lire en ligne)
- Williams, Sheila, « Where are they now? », Asimov's Science Fiction, vol. 38, no 4&5,‎ apr–may 2014, p. 4–5 (lire en ligne)
- Williams, Sheila, « Eat or be eaten », Asimov's Science Fiction, vol. 38, no 7,‎ juillet 2014, p. 4–5 (lire en ligne)
- Williams, Sheila, « The 2014 Dell Magazines Award », Asimov's Science Fiction, vol. 38, no 8,‎ août 2014, p. 4–5 (lire en ligne)
- Williams, Sheila, « Lucius Shepard, he was a friend of mine », Asimov's Science Fiction, vol. 38, no 9,‎ septembre 2014, p. 4–5 (lire en ligne)

### Essais et reportages
- Williams, Sheila, « In memoriam : Steven Utley, 1948-2013 », Asimov's Science Fiction, vol. 37, no 7,‎ juillet 2013, p. 5